# Strassz

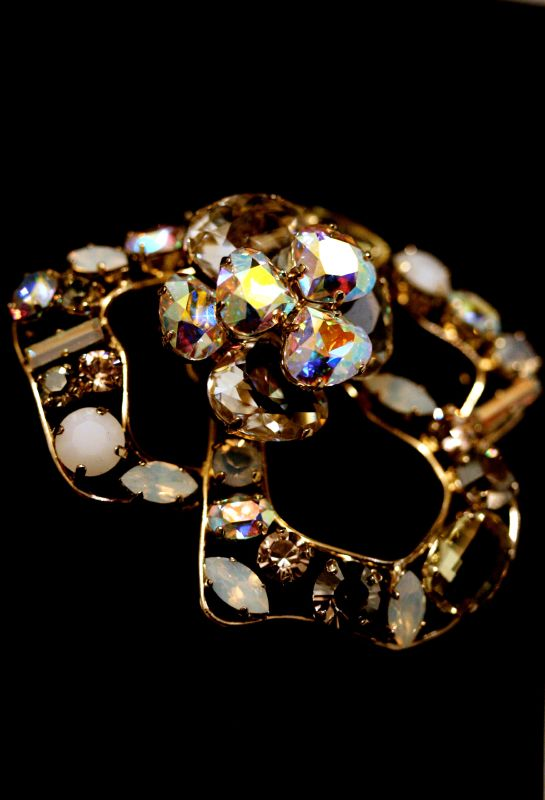
Strasszal díszített bross

A strassz egy drágakövet utánzó üveg, vagyis hamis drágakő. 

## Története
A gyémántnak üveggel való utánzása igen régi keletű, amiről már Plinius is megemlékezett, egyúttal pár igen jó, mai napig is megszívlelhető tanácsot adva az igazi gyémántnak az utánzottaktól való megkülönböztetésére.
A középkorban, mint általánosan ismeretes, Velence volt az üveggyártás központja, ahol sok, drágakövet utánzó üveget is készítettek, különösen a 13. században. 
A ma e célra használt üveget, az úgynevezett strasszt a 18. század végén Strasser József bécsi aranyműves találta fel, róla kapta nevét is. 
A strasszgyártást főként Franciaországban, a 20. század húszas éveitől Douault-Wieland fejlesztette iparággá. Azóta a franciák a strasszgyártást olyan nagy tökéletességre vitték, hogy a strasszbrilliáns fény és színjáték tekintetében az igazi gyémánttal is vetekedik. A strasszhoz hasonlóan készítenek üvegből rubint, zafírt, smaragdot is, melyeknek színe az igazi kövekével vetekszik.

## Leírása
A strassz olyan üveg, melyet a többi üvegfajtától nagy ólomtartalma különbözteti meg, ettől kapja fénytörését és színjátékát. Előállítása úgy történik, hogy a tiszta kvarcot, hamuzsírt (vagy kálisalétromot), míniumot és – az olvadás elősegítésére – bóraxot is hozzátéve finom por alakjában összekeverik, és hesszeni tégelyekben, lehetőleg állandó hőmérsékleten megolvasztják. A megolvadt tömeg mintegy 24 óráig marad folyós állapotban a kemencében, hogy a levegőbuborékok elillanjanak belőle. Azután többféleképpen, lassan, vagy gyorsan hűtik le, és a kapott darabok közül a hasznavehetőket megcsiszolják, a többit pedig a következő olvasztásban újra felhasználják.
Az ólmon kívül általában kevés talliumot is kevernek az üveghez valamilyen talliumsó alakjában. Az e módon készült üveg a fehér fényt színes sugarakra bontja fel, vagyis színjátszóvá válik, ásványtani nyelven: nagy a színszórása. A megköszörült strasszt aztán Pierre de Strass néven, gyémánt helyett árulják. 

## Megkülönböztetése
Mivel a gyémánt hamisítása épen a strasszal a leggyakoribb, fontos a strassznak a gyémánttól való megkülönböztetése. Ez többnyire egyszerű kísérlettel megtehető, mivel a legtöbb strassz belsejében, már kézi nagyítóval vizsgálva is, rendesen találhatunk kerek vagy hosszúkás hólyagocskákat, levegőbuborékokat, bármilyen gondosan készítették is azt. Ezek a levegőbuborékok az üvegmassza megmerevedésekor rekednek benn az anyagban. A gyémánt, ha teljesen hibátlan, semmiféle zárványt nem tartalmaz; bár lehetnek benne porszerű zárványok, homályos foltocskák vagy repedések, de buborékok nem.
A gyémánt, mivel az üvegnél jobb hővezető, hidegebbnek érzik, mint a strassz, ha kezünkbe vagy szánkba vesszük, és rálehelünk, a strasszon a lehelet tovább megmarad.
Legbiztosabb és általánosan használt próba azonban a keménységi próba. Bármily tökéletességre tettek is szert a strassz előállításában, egyet mégsem kölcsönözhettek neki: a gyémánt rendkívüli keménységét, melynél fogva nemcsak megkarcolja az összes ásványt, hanem messze túlszárnyalja valamennyit.
A strassz a legtöbb drágakőhöz képest való lágy volta hosszabb ideig viselt strasszékszeren meglátszik. Már szabad szemmel is, de különösen kézi nagyítóval látni, hogy a lapok finom karcolással vannak tele, az élek és csúcsok megkoptak. A strassznak ez a megkopása az oka annak, hogy hosszabb idő múlva veszít a fényéből, csillogásából.